# Přílbovník chocholatý
Přílbovník chocholatý (Prionops plumatus) je středně velký pěvec z čeledi vangovitých.
Je celý převážně bílý s tmavým hřbetem, křídly, ocasem a zobákem a výrazným žlutým pruhem kolem oka. Obývá rozsáhlé území subsaharské Afriky. Jeho přirozeným biotopem jsou subtropické a tropické suché lesy, savany a křoviny.